# 標準データモデル
標準データモデル（Standard Data Model）とは、ある業界で広く利用され、競合他社間でもある程度共有されているデータモデルを意味する。標準データモデルはデータベース業者やオペレーティングシステム業者が定義することが多く、そのため目的に適しているかどうかに関わらずデフォルトで適用される。
利用に際しては、標準データモデルはソフトウェアアーキテクチャを制限する傾向が大きく、例えば標準データモデルで区別されていないデータの区別ができないなどの問題が発生することがある。ただし、データウェアハウスを構築してデータ収集方法を変える労力をかければ不可能ではない。
顧客情報の取り扱いやジャストインタイム生産システムなどの厳格な標準に対応するため、銀行、保険、製薬、自動車などの業界ではより効率的な標準データモデルが開発されてきた。
それらはデータベース管理の関係モデルを使っていることが多いが、製造業や政府が指定した場合などは階層型データモデルが使われることもある。例えば、ドイツのDIN規格では後者のモデルが指定されているものがある。経営コンサルタント業界も標準データモデルをよく使い、紋切り型のソリューションを顧客に提供している場合があり、そのカスタマイズには数年の期間と多大な出費を要することもある。
最も複雑なデータモデルとしては軍用のものが知られている。例えばNATOは厳密な標準に従った機器やデータベースを調達基準としている。しかし、これはNATO以外とは関係ないものであり、これを一般的な商用ソフトウェアの標準データモデルと同列に論じるのは適切ではない。
IDカード関連の標準データモデルは最近注目されている分野である。空港、公共交通機関、病院といったところでのセキュリティに関わる標準データモデルの策定が急がれている。生体認証などの個人データを地域経済圏全体（例えば、北米自由貿易協定や欧州連合）で標準化しようとする動きもこれに関連している。これに関しては、プライバシー侵害への懸念が巻き起こっている。